# Santa Bárbara de Padrões
Santa Bárbara de Padrões es una freguesia portuguesa del concelho de Castro Verde, con 66,33 km² de superficie y 1.271 habitantes (2001). Su densidad de población es de 19,2 hab/km².